# Nationales Olympisches Komitee

Zuordnung der Länder zu den fünf Kontinentalorganisationen

Ein Nationales Olympisches Komitee (NOK) ist eine Organisation, die die Interessen des einzelnen Landes im Internationalen Olympischen Komitee (IOC) vertritt und die olympische Bewegung auf nationaler Ebene repräsentiert und organisiert. Die 206 Nationalen Olympischen Komitees sind in der Association of National Olympic Committees (ANOC) vereint, welche sich in fünf Kontinentalorganisationen unterteilt. Generalversammlungen der ANOC finden alle zwei Jahre statt. Der Dachverband der Nationalen Olympischen Komitees (NOKs) in Europa sind die Europäischen Olympischen Komitees.

## Derzeitige Nationale Olympische Komitees
Das Gründungsjahr in der folgenden Tabelle bezieht sich auf die erstmalige Gründung des NOK, ohne Berücksichtigung späterer Namensänderungen durch Neugründungen oder Zusammenschlüsse mit anderen Sportorganisationen und -verbänden.
| Land                               | Name des NOK                                                      | Gründung | IOC-Anerkennung |
| ---------------------------------- | ----------------------------------------------------------------- | -------- | --------------- |
| Afghanistan                        | Afghanisches Olympisches Komitee                                  | 1920     | 1936            |
| Ägypten                            | Ägyptisches Olympisches Komitee                                   | 1910     | 1910            |
| Albanien                           | Komiteti Olimpik Kombëtar Shqiptar                                | 1958     | 1959            |
| Algerien                           | Comité Olympique et Sportif Algérien                              | 1963     | 1964            |
| Amerikanische Jungferninseln       | Virgin Islands Olympic Committee                                  | 1967     | 1967            |
| Amerikanisch-Samoa                 | American Samoa National Olympic Committee                         | 1987     | 1987            |
| Andorra                            | Comitè Olímpic Andorrà                                            | 1971     | 1975            |
| Angola                             | Comité Olímpico Angolano                                          | 1979     | 1980            |
| Antigua und Barbuda                | The Antigua and Barbuda Olympic Association                       | 1966     | 1976            |
| Äquatorialguinea                   | Comité National Olympique Equato-Guinéen                          | 1980     | 1984            |
| Argentinien                        | Comité Olímpico Argentino                                         | 1923     | 1923            |
| Armenien                           | Nationales Olympisches Komitee Armeniens                          | 1990     | 1993            |
| Aruba                              | Comité Olímpico Arubano                                           | 1985     | 1986            |
| Aserbaidschan                      | Nationales Olympisches Komitee Aserbaidschans                     | 1992     | 1993            |
| Äthiopien                          | Ethiopian Olympic Committee                                       | 1948     | 1954            |
| Australien                         | Australian Olympic Committee                                      | 1895     | 1895            |
| Bahamas                            | Bahamas Olympic Association                                       | 1952     | 1952            |
| Bahrain                            | al-Ladschna al-ulimbiyya al-bahrainiyya                           | 1978     | 1979            |
| Bangladesch                        | Bangladesh Olympic Association                                    | 1979     | 1980            |
| Barbados                           | The Barbados Olympic Association Incorporated                     | 1955     | 1955            |
| Belarus                            | Nationales Olympisches Komitee der Republik Belarus               | 1991     | 1993            |
| Belgien                            | Belgisches Olympisches und Interföderales Komitee                 | 1906     | 1906            |
| Belize                             | Belize Olympic and Commonwealth Games Association                 | 1967     | 1967            |
| Benin                              | Comité National Olympique et Sportif Béninois                     | 1962     | 1962            |
| Bermuda                            | Bermuda Olympic Association                                       | 1935     | 1936            |
| Bhutan                             | Bhutan Olympic Committee                                          | 1983     | 1983            |
| Bolivien                           | Comité Olímpico Boliviano                                         | 1932     | 1936            |
| Bosnien und Herzegowina            | Olimpijski Komitet Bosne i Hercegovine                            | 1992     | 1993            |
| Botswana                           | Botswana National Olympic Committee                               | 1978     | 1980            |
| Brasilien                          | Comitê Olímpico Brasileiro                                        | 1935     | 1935            |
| Britische Jungferninseln           | British Virgin Islands Olympic Committee                          | 1967     | 1967            |
| Brunei                             | Brunei Darussalam National Olympic Council                        | 1984     | 1984            |
| Bulgarien                          | Balgarski Olimpiyski Komitet                                      | 1923     | 1924            |
| Burkina Faso                       | Comité National Olympique et des Sports Burkinabè                 | 1965     | 1972            |
| Burundi                            | Comité National Olympique du Burundi                              | 1990     | 1993            |
| Cayman Islands                     | Cayman Islands Olympic Committee                                  | 1973     | 1976            |
| Chile                              | Comité Olímpico de Chile                                          | 1934     | 1934            |
| Volksrepublik China                | Zhongguo Aolinpike Weiyuanhui                                     | 1910     | 1922            |
| Cookinseln                         | Cook Islands Sports and National Olympic Committee                | 1986     | 1986            |
| Costa Rica                         | Comité Olímpico Nacional de Costa Rica                            | 1953     | 1954            |
| Dänemark                           | Danmarks Idrætsforbund                                            | 1905     | 1905            |
| Deutschland                        | Deutscher Olympischer Sportbund                                   | 1895     | 1895            |
| Dominica                           | Dominica Olympic Committee                                        | 1987     | 1993            |
| Dominikanische Republik            | Comité Olímpico Dominicano                                        | 1946     | 1962            |
| Dschibuti                          | Comité Olympique Djiboutien                                       | 1983     | 1984            |
| Ecuador                            | Comité Olímpico Ecuatoriano                                       | 1946     | 1962            |
| Elfenbeinküste                     | Comité National Olympique de Côte d’Ivoire                        | 1962     | 1963            |
| El Salvador                        | Comité Olímpico de El Salvador                                    | 1949     | 1962            |
| Eritrea                            | Eritrean National Olympic Committee                               | 1996     | 1999            |
| Estland                            | Eesti Olümpiakomitee                                              | 1923     | 1924            |
| Eswatini                           | Eswatini Olympic and Commonwealth Games Association               | 1971     | 1972            |
| Fidschi                            | Fiji Association of Sports and National Olympic Committee         | 1949     | 1955            |
| Finnland                           | Suomen Olympiakomitea / Finlands Olympiska Kommitté               | 1907     | 1907            |
| Frankreich                         | Comité National Olympique et Sportif Français                     | 1894     | 1894            |
| Gabun                              | Comité Olympique Gabonais                                         | 1965     | 1968            |
| Gambia                             | Gambia National Olympic Committee                                 | 1972     | 1976            |
| Georgien                           | Georgisches Nationales Olympisches Komitee                        | 1989     | 1993            |
| Ghana                              | Ghana Olympic Committee                                           | 1952     | 1952            |
| Grenada                            | The Grenada Olympic Committee                                     | 1984     | 1984            |
| Griechenland                       | Hellenisches Olympisches Komitee                                  | 1894     | 1895            |
| Guam                               | Guam National Olympic Committee                                   | 1976     | 1986            |
| Guatemala                          | Comité Olímpico Guatemalteco                                      | 1947     | 1947            |
| Guinea                             | Comité National Olympique et Sportif Guinéen                      | 1964     | 1965            |
| Guinea-Bissau                      | Comité Olímpico da Guiné-Bissau                                   | 1992     | 1995            |
| Guyana                             | Guyana Olympic Association                                        | 1935     | 1948            |
| Haiti                              | Comité Olympique Haïtien                                          | 1914     | 1924            |
| Honduras                           | Comité Olímpico Hondureño                                         | 1956     | 1956            |
| Hongkong                           | Sports Federation and Olympic Committee of Hong Kong China        | 1950     | 1951            |
| Indien                             | Indian Olympic Association                                        | 1927     | 1927            |
| Indonesien                         | Komite Olimpiade Indonesia                                        | 1946     | 1952            |
| Irak                               | al-Ladschna al-ulimbiyya al-wataniyya al-ʿiraqiyya                | 1948     | 1948            |
| Iran                               | National Olympic Committee of the Islamic Republic of Iran        | 1947     | 1947            |
| Irland                             | Olympic Federation of Ireland                                     | 1922     | 1922            |
| Island                             | Íþrótta- og Ólympíusamband Íslands                                | 1921     | 1935            |
| Israel                             | Olympic Committee of Israel                                       | 1933     | 1952            |
| Italien                            | Comitato Olimpico Nazionale Italiano                              | 1908     | 1915            |
| Jamaika                            | Jamaica Olympic Association                                       | 1936     | 1936            |
| Japan                              | Japanisches Olympisches Komitee                                   | 1911     | 1912            |
| Jemen                              | al-Ladschna al-ulimbiyya al-yamaniyya                             | 1971     | 1981            |
| Jordanien                          | al-Ladschna al-ulimbiyya al-urdunniyya                            | 1957     | 1963            |
| Kambodscha                         | National Olympic Committee of Cambodia                            | 1983     | 1994            |
| Kamerun                            | Comité National Olympique et Sportif du Cameroun                  | 1963     | 1963            |
| Kanada                             | Canadian Olympic Committee                                        | 1904     | 1907            |
| Kap Verde                          | Comité Olímpico Caboverdiano                                      | 1989     | 1993            |
| Kasachstan                         | Qasaqstan Respublikassy Ulttyq Olimpiadalyq komiteti              | 1990     | 1993            |
| Katar                              | al-Ladschna al-ulimbiyya al-qatariyya                             | 1979     | 1980            |
| Kenia                              | National Olympic Committee Kenya                                  | 1955     | 1955            |
| Kirgisistan                        | Kyrgys Respublikassynyn uluttuk olimpiada komiteti                | 1991     | 1993            |
| Kiribati                           | Kiribati National Olympic Committee                               | 2002     | 2003            |
| Kolumbien                          | Comité Olímpico Colombiano                                        | 1936     | 1939            |
| Komoren                            | Comité Olympique et Sportif des Îles Comores                      | 1979     | 1993            |
| Kongo, Demokratische Republik      | Comité Olympique Congolais                                        | 1963     | 1968            |
| Kongo, Republik                    | Comité National Olympique et Sportif Congolais                    | 1964     | 1964            |
| Kosovo                             | Komiteti Olimpik i Kosovës                                        | 1992     | 2014            |
| Kroatien                           | Kroatisches Olympisches Komitee                                   | 1991     | 1993            |
| Kuba                               | Comité Olímpico Cubano                                            | 1937     | 1954            |
| Kuwait                             | al-Ladschna al-ulimbiyya al-kuwaitiyya                            | 1957     | 1966            |
| Laos                               | National Olympic Committee of Lao                                 | 1975     | 1979            |
| Lesotho                            | Lesotho National Olympic Committee                                | 1971     | 1972            |
| Lettland                           | Latvijas Olimpiskā Komiteja                                       | 1922     | 1923            |
| Libanon                            | Lebanese Olympic Committee                                        | 1947     | 1948            |
| Liberia                            | Liberia National Olympic Committee                                | 1954     | 1955            |
| Libyen                             | al-Ladschna al-ulimbiyya al-libiyya                               | 1962     | 1963            |
| Liechtenstein                      | Liechtenstein Olympic Committee                                   | 1935     | 1935            |
| Litauen                            | Lietuvos tautinis olimpinis komitetas                             | 1922     | 1923            |
| Luxemburg                          | Comité Olympique et Sportif Luxembourgeois                        | 1912     | 1912            |
| Madagaskar                         | Comité Olympique Malgache                                         | 1963     | 1964            |
| Malawi                             | Olympic and Commonwealth Games Association of Malawi              | 1968     | 1968            |
| Malaysia                           | Olympic Council of Malaysia                                       | 1953     | 1954            |
| Malediven                          | Maldives Olympic Committee                                        | 1985     | 1985            |
| Mali                               | Comité National Olympique et Sportif du Mali                      | 1962     | 1963            |
| Malta                              | Malta Olympic Committee                                           | 1928     | 1936            |
| Marokko                            | Comité Olympique Marocain                                         | 1959     | 1959            |
| Marshallinseln                     | Marshall Islands National Olympic Committee                       | 2001     | 2006            |
| Mauretanien                        | Comité national olympique et sportif mauritanien                  | 1962     | 1979            |
| Mauritius                          | Mauritius Olympic Committee                                       | 1971     | 1972            |
| Mexiko                             | Comité Olímpico Mexicano                                          | 1923     | 1923            |
| Föderierte Staaten von Mikronesien | Federated States of Micronesia National Olympic Committee         | 1995     | 1997            |
| Moldau                             | Comitetul Național Olimpic și Sportiv din Republica Moldova       | 1991     | 1993            |
| Monaco                             | Comité Olympique Monégasque                                       | 1907     | 1953            |
| Mongolei                           | Nationales Olympisches Komitee der Mongolei                       | 1956     | 1962            |
| Montenegro                         | Crnogorski olimpijski komitet                                     | 2006     | 2007            |
| Mosambik                           | Comité Olímpico Nacional de Moçambique                            | 1979     | 1979            |
| Myanmar                            | Myanmar Olympic Committee                                         | 1947     | 1947            |
| Namibia                            | Namibisches Nationales Olympisches Komitee                        | 1990     | 1991            |
| Nauru                              | Nauru Olympic Committee                                           | 1991     | 1994            |
| Nepal                              | Nepal Olympic Committee                                           | 1962     | 1963            |
| Neuseeland                         | New Zealand Olympic Committee                                     | 1911     | 1919            |
| Nicaragua                          | Comité Olímpico Nicaragüense                                      | 1959     | 1959            |
| Niederlande                        | Nederlands Olympisch Comité*Nederlandse Sport Federatie           | 1912     | 1912            |
| Niger                              | Comité Olympique et Sportif National du Niger                     | 1964     | 1964            |
| Nigeria                            | Nigeria Olympic Committee                                         | 1951     | 1951            |
| Nordkorea                          | Olympisches Komitee der Demokratischen Volksrepublik Korea        | 1953     | 1957            |
| Nordmazedonien                     | Makedonski Olimpiski Komitet                                      | 1992     | 1993            |
| Norwegen                           | Norges idrettsforbund og olympiske og paralympiske komité         | 1900     | 1900            |
| Oman                               | al-Ladschna al-ulimbiyya al-ʿumaniyya                             | 1982     | 1982            |
| Österreich                         | Österreichisches Olympisches Comité                               | 1908     | 1912            |
| Osttimor                           | Comité Olímpico Nacional de Timor-Leste                           | 2003     | 2003            |
| Pakistan                           | Pakistan Olympic Association                                      | 1948     | 1948            |
| Palästina                          | Palestine Olympic Committee                                       | 1995     | 1995            |
| Palau                              | Palau National Olympic Committee                                  | 1997     | 1999            |
| Panama                             | Comité Olímpico de Panamá                                         | 1934     | 1947            |
| Papua-Neuguinea                    | Papua New Guinea Olympic Committee                                | 1973     | 1974            |
| Paraguay                           | Comité Olímpico Paraguayo                                         | 1970     | 1970            |
| Peru                               | Comité Olímpico Peruano                                           | 1924     | 1936            |
| Philippinen                        | Philippine Olympic Committee                                      | 1911     | 1929            |
| Polen                              | Polski Komitet Olimpijski                                         | 1918     | 1919            |
| Portugal                           | Comité Olímpico de Portugal                                       | 1909     | 1909            |
| Puerto Rico                        | Comité Olímpico de Puerto Rico                                    | 1948     | 1948            |
| Ruanda                             | Comité National Olympique et Sportif du Rwanda                    | 1984     | 1984            |
| Rumänien                           | Comitetul Olimpic și Sportiv Român                                | 1914     | 1914            |
| Russland                           | Olimpijskij komitet Rossii                                        | 1911     | 1912            |
| St. Kitts und Nevis                | St. Kitts and Nevis Olympic Association                           | 1986     | 1993            |
| St. Lucia                          | St. Lucia Olympic Committee                                       | 1987     | 1993            |
| St. Vincent und die Grenadinen     | St. Vincent and the Grenadines National Olympic Committee         | 1982     | 1987            |
| Salomonen                          | National Olympic Committee of Solomon Islands                     | 1983     | 1983            |
| Sambia                             | National Olympic Committee of Zambia                              | 1964     | 1964            |
| Samoa                              | Samoa Association of Sports and National Olympic Committee        | 1983     | 1983            |
| San Marino                         | Comitato Olimpico Nazionale Sammarinese                           | 1959     | 1959            |
| São Tomé und Príncipe              | Comité Olímpico de São Tomé e Príncipe                            | 1979     | 1993            |
| Saudi-Arabien                      | al-Ladschna al-ulimbiyya al-ʿarabiyya as-saʿudiyya                | 1964     | 1965            |
| Schweden                           | Sveriges Olympiska Kommitté                                       | 1913     | 1913            |
| Schweiz                            | Swiss Olympic                                                     | 1912     | 1912            |
| Senegal                            | Comité National Olympique et Sportif Sénégalais                   | 1961     | 1963            |
| Serbien                            | Olympisches Komitee Serbiens                                      | 1910     | 1912            |
| Seychellen                         | Seychelles National Olympic Committee                             | 1979     | 1979            |
| Sierra Leone                       | National Olympic Committee of Sierra Leone                        | 1964     | 1964            |
| Simbabwe                           | Zimbabwe Olympic Committee                                        | 1934     | 1959            |
| Singapur                           | Singapore National Olympic Council                                | 1947     | 1948            |
| Slowakei                           | Slovenský olympijský a športový výbor                             | 1992     | 1993            |
| Slowenien                          | Olimpijski komite Slovenije                                       | 1991     | 1992            |
| Somalia                            | Nationales Olympisches Komitee Somalias                           | 1959     | 1972            |
| Spanien                            | Comité Olímpico Español                                           | 1912     | 1912            |
| Sri Lanka                          | National Olympic Committee of Sri Lanka                           | 1937     | 1937            |
| Südafrika                          | South African Sports Confederation and Olympic Committee          | 1912     | 1912            |
| Sudan                              | Sudan Olympic Committee                                           | 1956     | 1959            |
| Südkorea                           | Koreanisches Olympisches Komitee                                  | 1946     | 1947            |
| Südsudan                           | South Sudan National Olympic Committee                            | 2015     | 2015            |
| Suriname                           | Surinaams Olympisch Comité                                        | 1959     | 1959            |
| Syrien                             | al-Ladschna al-ulimbiyya as-suriyya                               | 1948     | 1948            |
| Tadschikistan                      | Kumitai millii olimpii Todschikiston                              | 1992     | 1993            |
| Taiwan                             | Zhonghua Aolinpike Weiyuanhui                                     | 1960     | 1960            |
| Tansania                           | Tanzania Olympic Committee                                        | 1968     | 1968            |
| Thailand                           | Olympic Committee of Thailand                                     | 1948     | 1950            |
| Togo                               | Comité National Olympique Togolais                                | 1963     | 1965            |
| Tonga                              | Tonga Sports Association and National Olympic Committee           | 1963     | 1984            |
| Trinidad und Tobago                | Trinidad and Tobago Olympic Committee                             | 1946     | 1948            |
| Tschad                             | Comité Olympique et Sportif Tchadien                              | 1963     | 1964            |
| Tschechien                         | Český olympijský výbor                                            | 1899     | 1899            |
| Tunesien                           | Comité National Olympique Tunisien                                | 1957     | 1957            |
| Türkei                             | Türkiye Milli Olimpiyat Komitesi                                  | 1908     | 1911            |
| Turkmenistan                       | Türkmenistanyň Milli Olimpiýa komiteti                            | 1990     | 1993            |
| Tuvalu                             | Tuvalu Association of Sports and National Olympic Committee       | 2004     | 2007            |
| Uganda                             | Uganda Olympic Committee                                          | 1950     | 1956            |
| Ukraine                            | Nationales Olympisches Komitee der Ukraine                        | 1990     | 1993            |
| Ungarn                             | Magyar Olimpiai Bizottság                                         | 1895     | 1895            |
| Uruguay                            | Comité Olímpico Uruguayo                                          | 1923     | 1923            |
| Usbekistan                         | Oʻzbekiston Milliy Olimpiya qoʻmitasi                             | 1992     | 1993            |
| Vanuatu                            | Vanuatu National Olympic Committee                                | 1987     | 1987            |
| Venezuela                          | Comité Olímpico Venezolano                                        | 1935     | 1935            |
| Vereinigte Arabische Emirate       | Nationales Olympisches Komitee der Vereinigten Arabischen Emirate | 1979     | 1980            |
| Vereinigtes Königreich             | British Olympic Association                                       | 1905     | 1905            |
| Vereinigte Staaten                 | United States Olympic & Paralympic Committee                      | 1894     | 1894            |
| Vietnam                            | Uỷ ban Olympic Việt Nam                                           | 1951     | 1951            |
| Zentralafrikanische Republik       | Comité National Olympique et Sportif Centrafricain                | 1964     | 1965            |
| Zypern                             | Zyprisches Olympisches Komitee                                    | 1974     | 1978            |

## Frühere Nationale Olympische Komitees
Durch die Auflösung oder den Zusammenschluss von Staaten oder durch Änderungen in der Struktur wurden einige NOK wieder aufgelöst. In keinem Fall gab es eine ersatzlose Auflösung.
| Land                            | Name des NOK                                                                 | Gründung | Auflösung |
| ------------------------------- | ---------------------------------------------------------------------------- | -------- | --------- |
| Bundesrepublik Deutschland      | Nationales Olympisches Komitee für Deutschland                               | 1949     | 2006      |
| Deutsche Demokratische Republik | Nationales Olympisches Komitee für Ostdeutschland                            | 1951     | 1965      |
| Deutsche Demokratische Republik | Nationales Olympisches Komitee der DDR                                       | 1965     | 1990 *    |
| Deutsches Reich                 | Komitee für die Beteiligung Deutschlands an den Olympischen Spielen zu Athen | 1895     | 1896      |
| Deutsches Reich                 | Komitee für die Beteiligung Deutschlands an den Olympischen Spielen zu Paris | 1899     | 1900      |
| Deutsches Reich                 | Deutsches Komitee für die Olympischen Spiele in St. Louis 1904               | 1903     | 1904      |
| Deutsches Reich                 | Deutscher Reichsausschuß für Olympische Spiele                               | 1904     | 1917      |
| Deutsches Reich                 | Deutscher Reichsausschuß für Leibesübungen                                   | 1917     | 1925      |
| Deutsches Reich                 | Deutscher Olympischer Ausschuß                                               | 1925     | 1946 *    |
| Jugoslawien                     | Jugoslovenski olimpijski komitet                                             | 1919     | 2003 *    |
| Niederländische Antillen        | Nederlands Antilliaans Olympisch Comité                                      | 1931     | 2010 *    |
| Nord-Borneo                     | North Borneo Olympic Committee                                               | 1953     | 1963 *    |
| Saarland                        | Nationales Olympisches Komitee des Saarlandes                                | 1950     | 1957 *    |
| Serbien und Montenegro          | Olympic Committee of Serbia and Montenegro                                   | 2003     | 2006 *    |
| Sowjetunion                     | Olympisches Komitee der UdSSR                                                | 1951     | 1992 *    |
| Tschechoslowakei                | Československý Olympijský Výbor                                              | 1919     | 1993 *    |
| Vereinigte Arabische Republik   | United Arab Republic National Olympic Committee                              | 1958     | 1972 *    |
| Westindische Föderation         | West India Islands National Olympic Committee                                | 1958     | 1962 *    |